# Хришћански крст
Часни односно хришћански крст (†) најпознатији је религијски симбол хришћанства. Зависно од цркве коју представља, може имати различите пропорције. Огрлица са часним крстом назива се крстић.
Данас је најраспрострањенији као симбол хришћанства, јер је на њему разапет Исус Христос. Постоје више врста крстова, један од њих је и андрејин крст назван по св. апостолу Андреју који има облик слова Х, према хришћанском предању на таквом крсту је распет свети апостол Андреј. Такође постоји и обрнути крст, који се још назива и крст светог Петра, јер се сматра да је апостол Петар разапет наопачке.
Као хришћански симбол налази се на храмовима и унутар њих, на предметима који се користе у богослужењима, а постоји и целивајући крст који верници љубе (целивају). Крстом се обележава гроб хришћанина. Право ношења напрсног крста (на грудима) је највише одликовање које може добити свештеник, у православљу је то чин протојереја-ставрофора, назив потиче од грчке речи „ставрос“ што значи крст. У хришћанству постоји веровање да се ђаво боји крста, у српском језику постоји изрека „бежи као ђаво од крста“.

## Симбол вере
Часни крст је најсветији знак и симбол хришћанске вере. Све Свете тајне се свршавају призивањем Светог Духа и печатом крста: крштење, миропомазање и божанска евхаристија.
Сви свештени благослови су у знаку крста. Свештени храмови, свештени предмети и одежде освећују се часним крстом. Незамислива је било која литургичка радња или скуп без крста.
Крст је и највернији друг сваког православног хришћанина, од тренутка кад се родимо до наше смрти. Крстом се означава и гроб сваког хришћанина.
Благодат и сила часног крста се не налази у његовом облику, не самим тим што је крст, него је његова сила у томе што је то крст Христов, средство којим је Христос спасао свет.

## Галерија
- хришћански
- православни
- српски православни
- византијски
- српско-византијски
- руски

1. ↑  „Српска православна црква - званични сајт”. Архивирано из оригинала 24. 01. 2018. г. Приступљено 23. 01. 2018.